# Zisterzienserinnenabtei Kirchheim
Die Zisterzienserinnenabtei Mariä Himmelfahrt Kirchheim war ein Frauenkloster in Kirchheim am Ries und bestand von 1267 bis 1802.

## Geschichte
Das Haus Oettingen stiftete 1267 für Frauen adeliger Herkunft und als  Grablege für sich selbst das Zisterzienserinnenkloster Mariä Himmelfahrt, das unter der geistlichen Leitung von Kloster Kaisheim stand. 1802 wurde das Kloster durch den Reichsdeputationshauptschluss aufgelöst und fiel an das Fürstenhaus Oettingen-Wallerstein. Die sehenswerte gotische Klosterkirche ist als Pfarrkirche Mariä Himmelfahrt (Kirchheim am Ries) erhalten geblieben (2001 renoviert), ebenso ein Abteiflügel mit frühgotischer Stiftskapelle und Frauenchor. Die ehemals reiche Klosterbibliothek wurde eingegliedert in die  Oettingen-Wallersteinsche Bibliothek und ist heute Teil der Universitätsbibliothek Augsburg.